# Горе од љубави
Горе од љубави е дванадесетият албум на Цеца, издаден през 2004 година от Miligram Music и Ceca Music. Съдържа 11 песни.

## За албума
Това е един от най-успешните албуми на певицата, от който са хитовете Горе од љубави, Прљаво, прљаво, Трула вишња, План Б и Пази с киме спаваш. Първоначално е планирано албумът да бъде издаден в началото на 2004 г., но е издаден на 24 май същата година за голямото удовлетворение на почитателите на Цеца, които от две години чакат нови песни. Песните доказват защо албумът е правен толкова дълго време, а пеенето на Цеца е доведено до съвършенство. Горе од љубави представя новата Цеца, но запазва разпознаваемостта в стила и начина на пеене, които са уникални за нея, а Марина Туцакович каза, че за албума Горе од љубави никога не ѝ е било по-трудно да пише текстове, предвид сложността и качеството на мелодиите, които е композирал Мили. Албумът е продаден в тираж от над 200 000 копия.

## Песни
Албумът съдържа следните песни:
| №   | Име                            | Текст                                 | Музика             | Аранжимент                           | Продължителност |
| --- | ------------------------------ | ------------------------------------- | ------------------ | ------------------------------------ | --------------- |
| 1.  | Горе од љубави                 | Марина Туцакович, Лиляна Йоргованович | Александър Милич   | Александър Милич                     | 04:10           |
| 2.  | Прљаво, прљаво                 | Марина Туцакович                      | Александър Милич   | Александър Милич                     | 03:17           |
| 3.  | Не гуши ме                     | Марина Туцакович                      | Александър Милич   | Александър Милич                     | 03:22           |
| 4.  | Трула вишња                    | Марина Туцакович                      | Александър Милич   | Александър Милич                     | 04:40           |
| 5.  | План Б                         | Марина Туцакович                      | Александър Милич   | Александър Милич                     | 03:36           |
| 6.  | Замало                         | Марина Туцакович, Лиляна Йоргованович | Александър Милич   | Александър Милич                     | 02:57           |
| 7.  | Пази с киме спаваш             | Марина Туцакович                      | Александър Милич   | Александър Милич                     | 04:05           |
| 8.  | Стерео бол                     | Марина Туцакович, Лиляна Йоргованович | Александър Милич   | Александър Милич                     | 04:55           |
| 9.  | Нећу дуго                      | Марина Туцакович                      | Александър Милич   | Александър Милич                     | 04:22           |
| 10. | Пепељара                       | Марина Туцакович, Лиляна Йоргованович | Александър Милич   | Александър Милич                     | 04:31           |
| 11. | Од тебе не знам да се опоравим | Марина Туцакович                      | Бобан Серафимовски | Александър Милич, Бобан Серафимовски | 03:56           |

- Бонус - документален филм за това как е направен албумът Горе од љубави.

## Друга информация
- Продуцент: Александър Милич
- Ко-аранжори, ритъм програмисти: Горан Радинович, Игор Малешевич
- Клавири: Боян Васич, Горан Радинович
- Клавири на песен 9: Александър Баняц
- Акустична китара, електрическа китара, бузуки: Ненад Гайн, Петър Трумбеташ, Бранко Клайч
- Цигулки: Милорад Милованович
- Акордеон: Александър Кръсманович
- Духови: Оркестър на Деян Петрович
- Беквокали: Александра Радович, Светлана Ражнатович, Александър Милич, Ана Петрович
- Ремикс и тонрежисьор: Драган Вукичевич
- Програмиран и записан в студио BS Group - Зоран Лесендрич през 2003 г.
- Технически консултант: Зоран Лесендрич
- Записан и миксан в студио RTV Pink през 2004 г.
- Инженер: Ненад Драгичевич
- Пост-продукция: Янез Крижай, Metro студио, Любляна, 2004 г.
- Фотограф: Небойша Бабич
- Дизайн: Синиша Граховац

## Видео клипове
1. Горе од љубави
2. Трула вишња